# Chester Beatty papyri

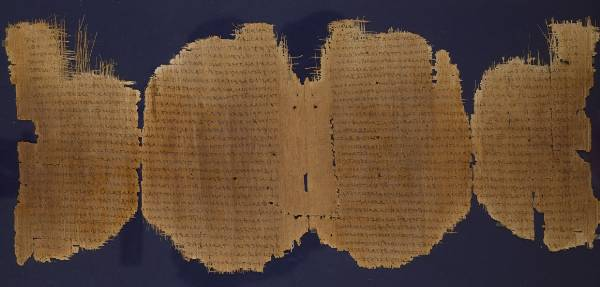
Chester Beatty-papyrus P XIII-XIV, recto

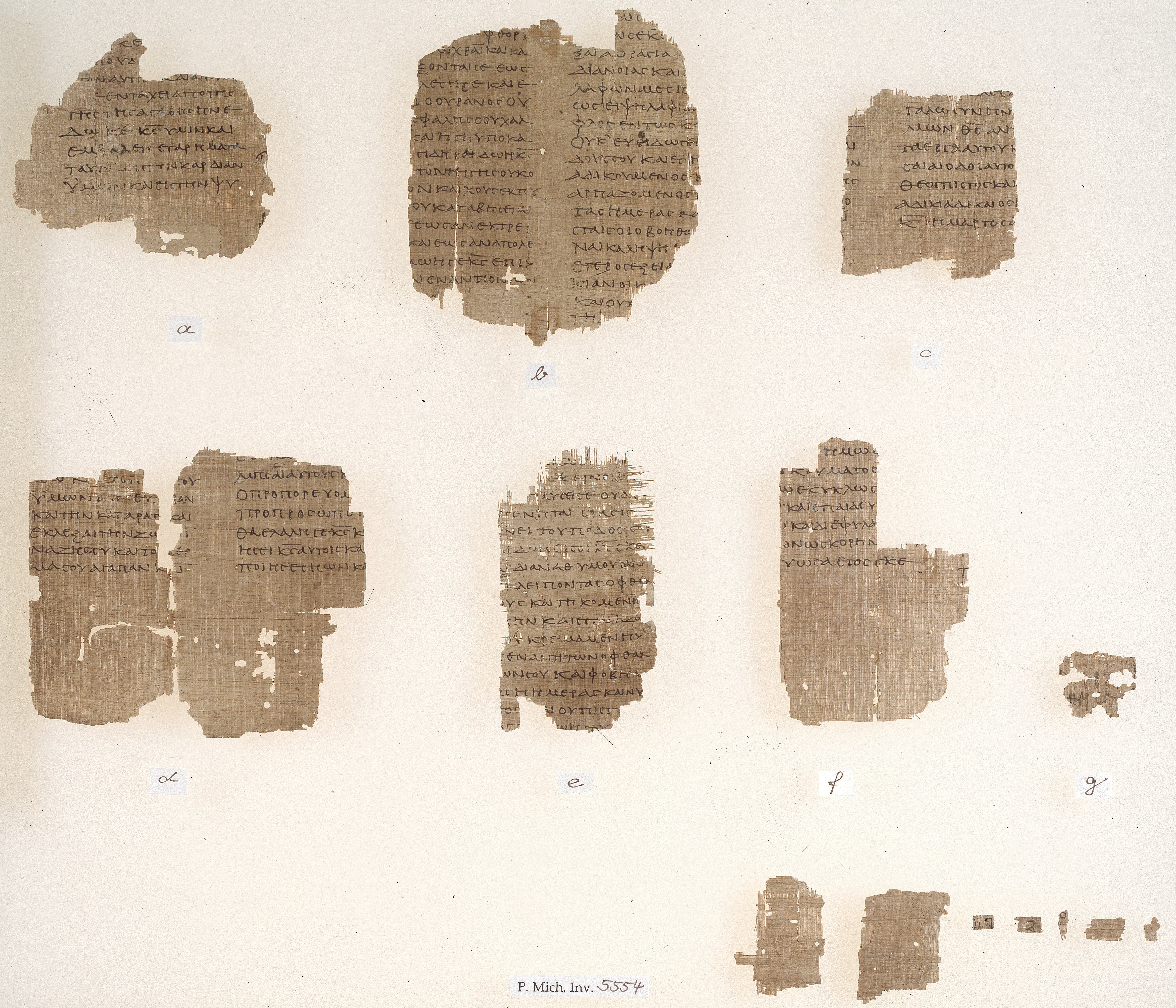
Chester Beatty-papyrus P VI, recto

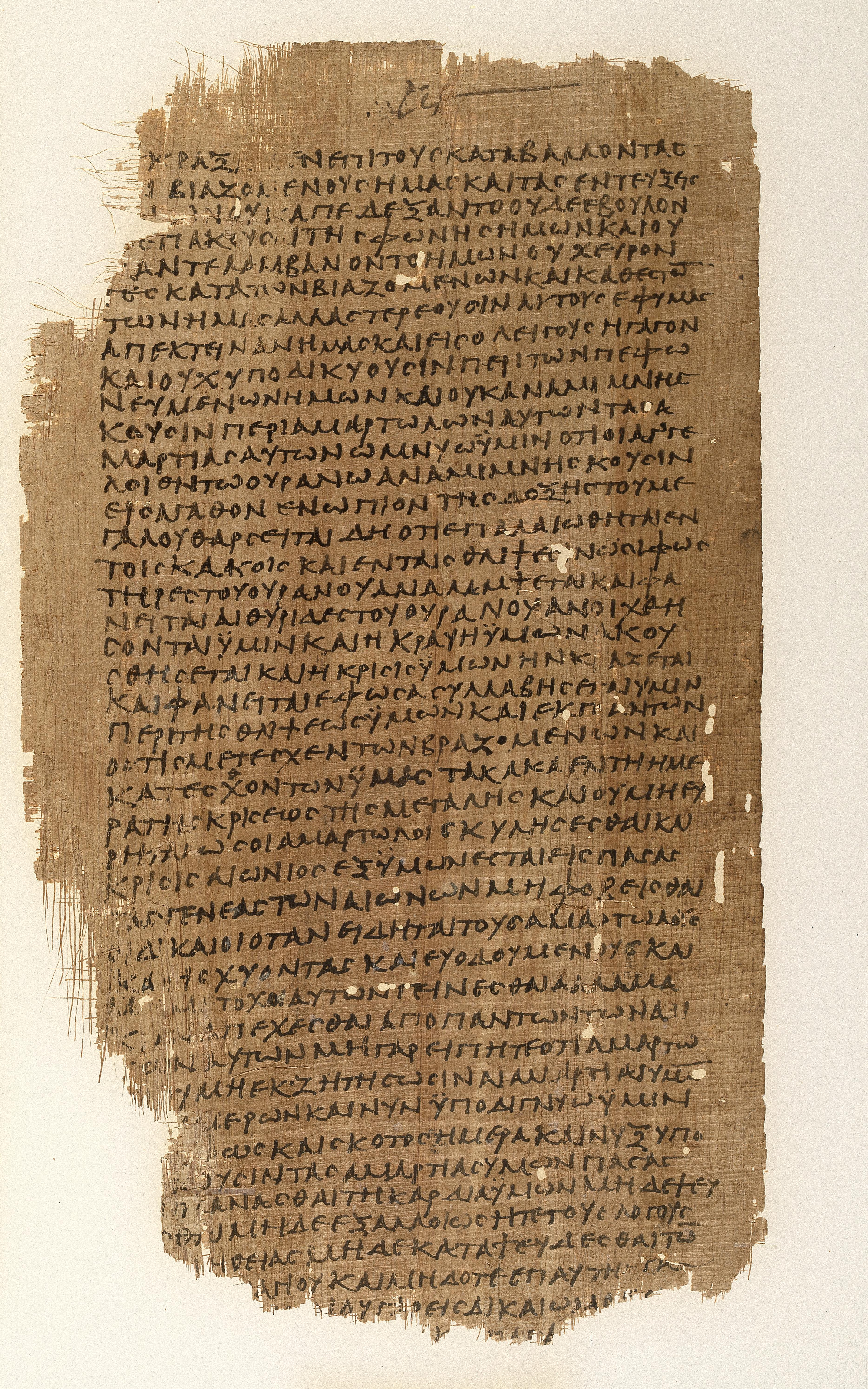
Chester Beatty-papyrus P XII, verso

Chester Beatty-papyri är en stor samling papyrusmanuskript med texter från Gamla Testamentet och Nya Testamentet, några ark innehåller också skrifter om medicin och andra ämnen. Den medicinska texten är den äldsta bevarade skriften om ändtarmssjukdomar. Huvuddelen av manuskripten dateras till cirka 300-talet e.Kr. och förvaras idag till större del på Chester Beatty Library i Dublin och vid University of Michigan i Ann Arbor.

## Manuskripten
Chester Beatty-papyri är en välbevarad samling av papyrusböcker och papyrusrullar. Texterna är främst skrivna på koptiska och klassisk grekiska. Papyrusarken i hela samlingen dateras till cirka mellan 1800-talet f. Kr. och 800-talet e. Kr. och sträcker sig over en rad ämnen.

### Bibliska skrifter
Bland de bibliska manuskripten finns främst:
- P 45 (P Beatty I), om 30 ark med delar ur ett evangelium och Apostlagärningarna, daterad till cirka 250-talet e. Kr. , de äldsta bevarade manuskript av dessa kristna texter.
- P 46 (P Beatty II), om 86 ark med delar ur Paulus brev och Hebreerbrevet, daterad till cirka 200-talet e. Kr. , de äldsta bevarade manuskript av dessa kristna texter.
- P 47 (P Beatty III), med delar ur Uppenbarelseboken, daterad till cirka 300-talet e. Kr.
- ytterligare 7 manuskript med texter från Gamla Testamentet med stora delar ur

Första Moseboken (P IV), Fjärde Moseboken (P V), Femte Moseboken, Jesaja (P VII), Jeremia (P VIII), Daniels bok, Esters bok och Predikaren

### Medicinska skrifter
Papyrusens medicinska delar är en blandning av trollformler och behandlingar och beskriver dels sjukdomar i anus och ändtarmen och deras behandling och dels en rad behandlingar av olika former av huvudvärk.
- P 5 (P Chester Beatty V, BM 10685), trollformler mot huvudvärk
- P 6 (P Chester Beatty VIII, BM 10686), enda rent medicinska texten, sjukdomar i anus och ändtarm och deras behandling
- P 7 (P Chester Beatty VII, BM 10687), trollformler mot skorpionbett
- P 8 (P Chester Beatty VIII, BM 10688), trollformler mot demoner i buken
- P 15 (P Chester Beatty XV, BM 10695), behandling av törst
- P 18 (P Chester Beatty XVIII, BM 10698), recept på läkemedel

Dessa manuskript förvaras idag på British Museum, London och är några av de bevarade Fornegyptiska medicinska papyri.

## Historia
Alfred Chester Beattys samling är bland de största private samlingarna av papyrus, Beatty delade dock ofta med sig och donerade bland annat Chester Beatty P II-XIX till British Museum i London (BM 10682-10699).
Åren 1930 till 1931 införskaffade Chester Beatty större delen i ett fynd av en religiös papyrussamling upptäckt i Aphroditopolis nära Memfis samtidigt som några delar i samma fynd inköptes av University of Michigan. Dessa delar var P 45, P 46 och P 47. Köpet offentliggjordes den 19 november 1931.
1933 publicerades den första översättningen i boken "The Chester Beatty Biblical Papyri: Descriptions and texts of twelve manuscripts on papyrus of the Greek Bible" av Frederic George Kenyon utgiven av Emery Walker Ltd i London. Kring samma tid publicerade Henry Sanders vid University of Michigan översättningen av deras manuskript.
1952 införskaffade Chester Beatty en del av en större papyrussamling upptäckt i nära Pabau samtidigt som några delar i samma fynd inköptes av schweiziske Martin Bodmer (se även Bodmer-papyri).